# Gegant de Cardiff

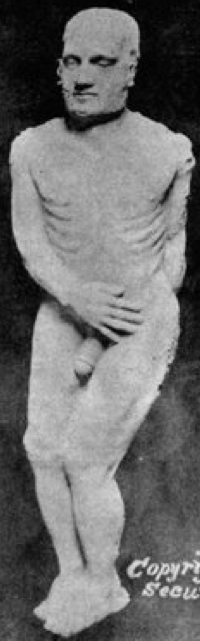
Fotografia del gegant.

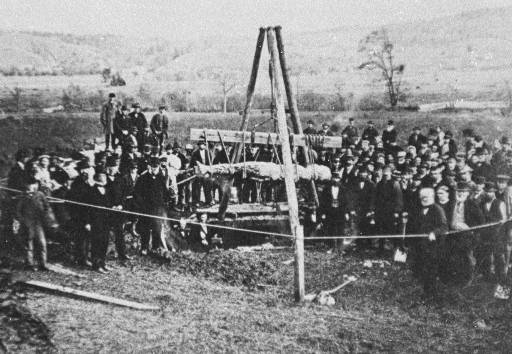
Fotografia presa l'any 1869 al moment en el qual es va desenterrar el gegant de Cardiff.

El gegant de Cardiff va ser un frau realitzat l'any 1869, perpetrat per l'estanquer George Hull a Cardiff (Nova York), que va fer tallar una figura humana de 3,10 metres d'altura a partir d'un bloc de guix, per després enterrar-lo i fer-lo descobrir per un constructor de pous. La idea se li va ocórrer després de mantenir una discussió amb un reverend metodista, el qual sostenia que la Bíblia havia d'interpretar-se de manera literal, incloent el passatge que diu:
«Hi havia gegants a la terra en aquells dies».
Phineas Taylor Barnum va intentar comprar el gegant per 60.000$. En no aconseguir realitzar la compra, va encarregar una rèplica del gegant, afirmant que l'original en realitat es tractava d'una estafa, intentant fer passar el seu gegant pel veritable.
Finalment, es va descobrir l'engany de Hull en trobar-se marques de cisell a l'estàtua. En l'actualitat el gegant de Cardiff s'exhibeix en el Museu dels grangers de Cooperstown (Nova York), i la rèplica encarregada per P. T. Barnum es troba en el Museu de meravelles mecàniques de Marvin, a Farmington Hills, Michigan.

## Dimensions del gegant
El gegant posseïa les següents dimensions:
- Alçada total: 310 cm
- Pes: 1.356 kg
- Longitud del peu: 53,34 cm
- Longitud del nas: 15,24 cm
- Amplària de la boca: 12,7 cm
- Distància des de la barbeta fins a la part superior del cap: 53,3 cm
- Perímetre del coll: 94 cm
- Amplària d'espatlles: 95 cm
- Longitud del braç dret: 155 cm